# 斎藤利行

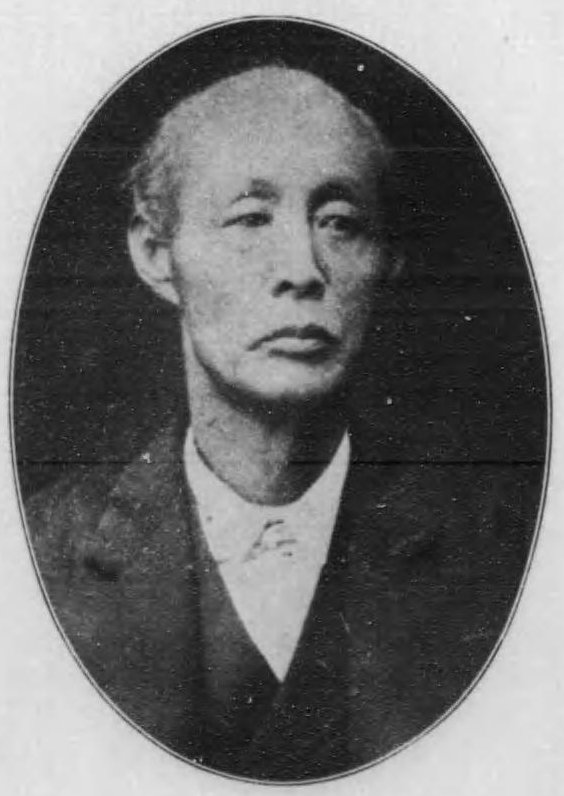
斎藤利行

斎藤 利行（さいとう としゆき、1822年2月2日（文政5年1月11日）- 1881年（明治14年）5月26日）、旧名渡辺 弥久馬（わたなべ やくま）は、幕末の土佐藩家老。漢学者。明治政府に出仕して刑部大輔・参議・元老院議官を務めた。同藩士・斎藤利成の子。長子は将棋棋士の斎藤雅雄八段。カーデザイナーの齋藤利明は玄孫。

## 来歴・人物
若くして藩主山内豊煕の御側物頭として仕えるが、おこぜ組に加わったことから1843年（天保14年）に反対派によって失脚させられる。後に吉田東洋の命によって復職し、近習目付、上士銃隊総練教授などを歴任後、慶応年間には仕置役・家老となる。1867年（慶応3年）に長崎で起きた土佐藩士によるイギリス水兵殺害事件では、後藤象二郎とともにイギリス公使ハリー・パークスと交渉して補償問題を解決した他、佐々木高行とともに坂本龍馬とも結んで武器調達に活躍した。
明治維新後は「斎藤利行」と改名し、1870年（明治3年）に刑部大輔、続いて参議として新政府の中枢にあって新律綱領編纂にあたるが、翌年西郷隆盛と木戸孝允の対立から全参議の辞任に伴って職を辞した。その後、病気のために一時帰郷していたが、板垣退助が明治六年政変（征韓論政変）で下野して自由民権運動を起こすために立志社を結成すると、佐々木の依頼によって原轍とともに高知の反板垣勢力の結集にあたった。しかし、前者は一定の成果を上げたものの、結果的に旧佐幕派勢力の復権を招き、佐々木・斎藤も板垣と同類（新政府を作った裏切者）として糾弾された。
1874年（明治7年）に宮内省に出仕し、翌年には元老院議官に任じられて海上裁判所設置に尽力するが、1881年（明治14年）に肺病に倒れ、勲二等旭日重光章を授与されるが、間もなく死去した。墓所は青山霊園にある。
生前、余技として将棋の小野五平十二世名人に師事し、藤梅園と号して四段を許されたほどの実力者であった。長子・斎藤雅雄もまた棋才に恵まれ、のちに将棋の専門家として立ち66歳で八段を許されたが、父・利行は子・雅雄に対し「男子四十歳に至るまでは断じて将棋のごとき余技を手にすることはならぬ」と固く戒め、雅雄が初の段位（六段）を得たのは父の没後で50歳の時であった。